# Ненад Шарић Брада
Ненад Шарић Брада (Ријека, 10. октобар 1947 — Карловац, 3. мај 2012) био је хрватски музичар. Познат је као бубњар групе Нови фосили.
Музиком се почео бавити као средњошколац, када је постао бубњар хрватске рок групе „Јутарње звијезде“. У овој групи свирао је све до 1967. године, када је, као професионални музичар постао члан рок групе „Метеори“. Све до 1985. године, био је члан пратећих група, које су свирале са Оливером Драгојевићем, Терезом Кесовијом и другима.
Након изненадне смрти дотадашњег бубњара и оснивача Нових фосила, Слободана Момчиловића Моке, 1985. године, Шарић постаје стални члан Нових фосила. Са њима је свирао до 1991. године, када се група службено распала, и опет од 2005. године до смрти. Након поновног почетка рада групе, Шарић је, осим улоге бубњара имао и улогу извршног продуцента Нових фосила.
Скоро 20 година био је у браку са Сањом Долежал, певачицом Нових фосила.
Преминуо је 3. маја 2012. године у 65. години живота у Карловцу, од последица можданог удара. Сахрањен је на загребачком гробљу Мирогој.